# Aniseia
- Commons
- Wikispecies

Aniseia Choisy  é um género botânico pertencente à família Convolvulaceae.

## Espécies
- Aniseia afzelii
- Aniseia argentina
- Aniseia arifolia
- Aniseia aurea
- Aniseia barlerioides
- Aniseia biflora
- Lista completa

## Brasil
No Brasil este género está representado por três espécies e duas variedades:
- Aniseia argentina (N.E.Br.) O'Donell
- Aniseia cernua Moric.
- Aniseia martinicensis (Jacq.) Choisy